# Neues Lausitzisches Magazin
Neues Lausitzisches Magazin (zkráceně: NLM, česky Nový lužický magazín) je publikačním orgánem Hornolužické společnosti věd.

## Historie
V duchu osvícenství se Hornolužická společnost věd snažila od počátku šířit nové vědecké poznatky. K tomu sloužil nejprve časopis Provinzialblätter oder Sammlungen zur Geschichte, Naturkunde, Moral und anderen Wissenschaften, který v letech 1782–1783 vyšel v šesti řadách. Následný časopis Lausitzische Magazin pak vycházel v letech 1768–1792 v 25 ročnících. V roce 1793 postoupil Christian August Peschek Hornolužické společnosti věd svůj od roku 1790 vycházející časopis Lausizische Monatsschrift oder Beyträge zur natürlichen, ökonomischen und politischen Geschichte der Ober- und Niederlausiz und der damit grenzenden Landschaften. Ten potom pokračoval pod názvem Lausizische Monatsschrift. Po něm následoval Neue Lausizische Monatsschrift. Po té nakladatelskou činnost společnosti přerušily napoleonské války. Krátce vycházel týdeník Wochenblatt für die Lausitz und den Cottbusser Kreis (1811) a periodika Vergangenheit und Gegenwart (1812) a Vaterländische Monatsschrift zunächst für beide Lausitzen (1813), které vydával Friedrich Gottlieb Heinrich Fielitz mladší.
Teprve v roce 1821 bylo zahájeno vydávání nového časopisu, který byl s přihlédnutím ke svým předchůdcům nazván Neues Lausitzisches Magazin. Do roku 1941 bylo od té doby publikováno 117 svazků. Rejstříky byly zveřejněny ve svazcích 46 (1869, Bd. 1–44, 1822–1868), 76 (1900, pro svzky 1–75, 1822–1899), 86 (1910, pro svazky 76–85, 1900–1909), 102 (1926, pro svazky 86–101, 1910–1925) a 112 (1936, Bd. 102–111, 1926–1935).
Svazek 118 byl ještě vytištěn, nedostal se však do distribuce. Skoro celý náklad byl totiž za druhé světové války zničen. V redakčním archivu časopisu se nachází nedokončený zlom svazku 119, který měl vyjít v roce 1943. Čtyři exempláře obou svazků vlastní Hornolužická společnost věd, Městský archiv ve Zhořelci (Görlitz), Saská zemská knihovna a Státní archiv v Drážďanech.
Po znovuzaložení Hornolužické společnosti věd v roce 1990 začal časopis od roku 1998 opět vycházet s podtitulem Neue Folge (nová řada). Číslování svazků navazuje na předchozích 119 svazků.
Vydavateli časopisu byli:
- Band 1–8 (1822–1830): Johann Gotthelf Neumann
- Band 9–12 (1831–1834): Christian Adolph Pescheck
- Band 13–22 (1835–1844): J. Leopold Haupt
- Band 23–24 (1846–1847): Ernst Tillich
- Band 25–26 (1848–1849): Johann Carl Otto Jancke
- Band 27–33 (1850–1857): C. G. Th. Neumann
- Band 34–35 (1858–1859): Gustav Köhler
- Band 36–40 (1860–1863): Gottlob Traugott Leberecht Hirche
- Band 41–42 (1864–1865): Titus Wilde
- Band 43–51 (1866–1874): E. E. Struve
- Band 52–64 (1876–1888): Schönwälder
- Band 65–119 (1889–1943): Richard Jecht